# عماد رامي
عماد رامي (وُلد في 29 أكتوبر 1962) هو مُنشد إسلامي سوري، ولد في دمشق بسوريا.

## حياته الشخصية
وُلد عماد في أحد الحارات الدمشقية من أبٍ وأمٍ دمشقيي الأصل فأبوه موفق شخاشيرو وهو شاعر أعطاه العديد من القصائد، وأمه بنت مسلم البيطار، وهو شيخُ منشدي بلاد الشام وهو متزوج ولديه ولدان فرح وموفق وقد كتب له ابنه عدة قصائد أيضًا من بينها شريط (وطنيات) كاملًا فلقب ابنه بالشاعر موفق عماد الدين.

## أعماله
قدم عماد رامي عددًا كبيرًا من الأعمال، فله السلسلة المتواصلة لأعماله التي تكاد أن تكون سنوية وهي على الترتيب:
- هام قلبي
- يا رسول الله شفاعة
- إخلاص
- أسماء الله الحسنى
- داعي السلام
- فتى الإسلام
- واشوقاه
- أباهي الدنيا بإسلامي
- هكذا وصى محمد
- إنشادنا
- أعبدك ربي
- إله الكون
- محمد نبينا
- من القلب
- دايم دوم
- ساكن قلبي
- طعم الضياء
- اسمك محمد

كما قدم عماد رامي عدة ألبومات خارج السلسلة منها ألبومات أفراح كألبوم أسعد ليالي وألبوم رشوا الورد وألبومات وطنية (لبيك أقصانا، الأقصى ينادينا، سامحيني، وطنيات) وألبومات منوعة (أقدار، أنا في رحابك، غرباء، أسق العطاش، لحظة صفا، تغير إحساسي). يُعد عماد رامي من أوائل من أدخل تصوير الكليبات إلى عالم النشيد الإسلامي فأقدم على تصوير 30 قطعة على طريقة الفيديو كليب عام 1998 وانقطع بعدها عن تصوير الكليبات بسبب تقصير القطاع الإنتاجي إلى أن صور كليب «استيقظي يا أمتي» من ألبوم سامحيني عام 2007، وبعدها كليب «يقولون طفل» من ألبوم تغبر إحساسي عام 2011 بعد غيابٍ فترة طويلة.

## تكريماته
نال عماد رامي تكريمات كثيرة من جهات ثقافية عدة على مستوى العالم منها:
- تكريم وزارة الثقافة الإماراتية
- تكريم تلفزيون الشارقة
- التكريم الثقافي من الأمم المتحدة في نيويورك
- تكريم مسرح ألبرت هول في لندن
- تكريم الجامعة المركزية في المسيلة، الجزائر